# فريدي بيتشر
فريدي بيتشر (بالإنجليزية: Freddie Pitcher) (و. 1967 – م) هو سياسي من ناورو. ولد في ناورو. تولى منصب رئيس ناورو (10 نوفمبر 2011–15 نوفمبر 2011).
وهو عضو في حزب ناورو فيرست.

## التعليم
تعلم في جامعة ماكواري.
| المناصب السياسية  | المناصب السياسية       | المناصب السياسية  |
| ----------------- | ---------------------- | ----------------- |
| سبقه ماركوس ستيفن | رئيس ناورو 2011 - 2011 | تبعه سبرنت دابيدو |